# فینال‌های ان‌بی‌ای ۱۹۸۷
فینال‌های ان‌بی‌ای ۱۹۸۷ دور قهرمانی اتحادیهٔ ملی بسکتبال در فصل ۸۷–۱۹۸۶ می‌باشد. لس آنجلس لیکرز (قهرمان کنفرانس غرب) برابر بوستون سلتیکس (قهرمان کنفرانس غرب) قرار گرفت. مهمترین لحظهٔ سری، پرتاب هوک مجیک جانسون در بازی چهارم بود. این دهمین دیدار تیم‌های سلتیکس و لیکرز در رقابت‌های پایانی ان‌بی‌ای بود (بیش از هر مسابقهٔ فینال دیگر). این آخرین حضور سلتیکس در رقابت‌های نهایی تا سال ۲۰۰۸ می‌باشد که این دو تیم به مصاف هم رفتند.

## پیش‌زمینه

### مسیر فینال
| #  | کنفرانس غرب           | کنفرانس غرب | کنفرانس غرب | کنفرانس غرب | کنفرانس غرب   |
| #  | تیم                   | برد         | باخت        | درصد برد    | بازی‌های پشت‌سر |
| -- | --------------------- | ----------- | ----------- | ----------- | ------------- |
| ۱  | z-لس آنجلس لیکرز      | ۶۵          | ۱۷          | .۷۹۳        | –             |
| ۲  | y-دالاس ماوریکس       | ۵۵          | ۲۷          | ۰٫۶۷۱       | ۱۰            |
| ۳  | x-پورتلند تریل بلیزرز | ۴۹          | ۳۳          | ۰٫۵۹۸       | ۱۶            |
| ۴  | x-یوتا جاز            | ۴۴          | ۳۸          | ۰٫۵۳۷       | ۲             |
| ۵  | x-گلدن استیت واریرز   | ۴۲          | ۴۰          | ۰٫۵۱۲       | ۲۳            |
| ۶  | x-هیوستون راکتس       | ۴۲          | ۴۰          | ۰٫۵۱۲       | ۲۳            |
| ۷  | x-سیاتل سوپرسانیکس    | ۳۹          | ۴۳          | ۰٫۴۷۶       | ۲۶            |
| ۸  | x-دنور ناگتس          | ۳۷          | ۴۵          | ۰٫۴۵۱       | ۲۸            |
|    |                       |             |             |             |               |
| ۹  | فینیکس سانز           | ۳۶          | ۴۶          | ۰٫۴۳۹       | ۲۹            |
| ۱۰ | ساکرامنتو کینگز       | ۲۹          | ۵۳          | ۰٫۳۵۴       | ۳۶            |
| ۱۱ | سن آنتونیو اسپرز      | ۲۸          | ۵۴          | ۰٫۳۴۱       | ۳۷            |
| ۱۲ | لس آنجلس کلیپرز       | ۱۲          | ۷۰          | ۰٫۱۴۶       | ۵۳            |

| #  | کنفرانس شرق             | کنفرانس شرق | کنفرانس شرق | کنفرانس شرق | کنفرانس شرق   |
| #  | تیم                     | برد         | باخت        | درصد برد    | بازی‌های پشت‌سر |
| -- | ----------------------- | ----------- | ----------- | ----------- | ------------- |
| ۱  | c-بوستون سلتیکس         | ۵۹          | ۲۳          | ۰٫۷۲۰       | –             |
| ۲  | y-آتلانتا هاوکس         | ۵۷          | ۲۵          | ۰٫۶۹۵       | ۲             |
| ۳  | x-دیترویت پیستونز       | ۵۲          | ۳۰          | ۰٫۶۳۴       | ۷             |
| ۴  | x-میلواکی باکس          | ۵۰          | ۳۲          | ۰٫۶۱۰       | ۹             |
| ۵  | x-فیلادلفیا سونتی‌سیکسرز | ۴۵          | ۳۷          | ۰٫۵۴۹       | ۱۴            |
| ۶  | x-واشینگتن بولتز        | ۴۲          | ۴۰          | ۰٫۵۱۲       | ۱۷            |
| ۷  | x-ایندیانا پیسرز        | ۴۱          | ۴۱          | ۰٫۵۰۰       | ۱۸            |
| ۸  | x-شیکاگو بولز           | ۴۰          | ۴۲          | ۰٫۴۸۸       | ۱۹            |
|    |                         |             |             |             |               |
| ۹  | کلیولند کاوالیرز        | ۳۱          | ۵۱          | ۰٫۳۷۸       | ۲۸            |
| ۱۰ | نیوجرسی نتس             | ۲۴          | ۵۸          | ۰٫۲۹۳       | ۳۵            |
| ۱۱ | نیویورک نیکس            | ۲۴          | ۵۸          | ۰٫۲۹۳       | ۳۵            |

### سری‌های فصل عادی
لس آنجلس لیکرز پیروز هر دو بازی سری فصل عادی شد:
| ۱۲ دسامبر ۱۹۸۶ |

|  |

| لس آنجلس لیکرز ۱۱۷, بوستون سلتیکس ۱۱۰ |

| ۱۵ فوریه ۱۹۸۷ |

|  |

| بوستون سلتیکس ۱۰۳, لس آنجلس لیکرز ۱۰۶ |

## خلاصه سری
| بازی   | تاریخ            | تیم مهمان      | نتیجه         | تیم میزبان     |
| ------ | ---------------- | -------------- | ------------- | -------------- |
| بازی ۱ | سه‌شنبه، ۲ ژوئن   | بوستون سلتیکس  | ۱۱۳–۱۲۶ (۰–۱) | لس آنجلس لیکرز |
| بازی ۲ | پنج‌شنبه، ۴ ژوئن  | بوستون سلتیکس  | ۱۲۲–۱۴۱ (۰–۲) | لس آنجلس لیکرز |
| بازی ۳ | یکشنبه، ۷ ژوئن   | لس آنجلس لیکرز | ۱۰۳–۱۰۹ (۲–۱) | بوستون سلتیکس  |
| بازی ۴ | سه‌شنبه، ۹ ژوئن   | لس آنجلس لیکرز | ۱۰۷–۱۰۶ (۳–۱) | بوستون سلتیکس  |
| بازی ۵ | پنج‌شنبه، ۱۱ ژوئن | لس آنجلس لیکرز | ۱۰۸–۱۲۳ (۳–۲) | بوستون سلتیکس  |
| بازی ۶ | یکشنبه، ۱۴ ژوئن  | بوستون سلتیکس  | ۹۳–۱۰۶ (۲–۴)  | لس آنجلس لیکرز |

### بازی ۱
| ۲ ژوئن 9:00 pm EDT |

|  |

| بوستون سلتیکس ۱۱۳, لس آنجلس لیکرز ۱۲۶                     |  |                                                                       |
| امتیاز بر پایه وقت: ۲۶–۳۵, ۲۸–۳۴, ۳۱–۳۲, ۲۸–۲۵            |  |                                                                       |
| امتیاز: لری برد ۳۲ ریباند: لری برد ۷ پاس : دنیس جانسون ۱۳ |  | امتیاز: James Worthy ۳۳ ریباند: کریم عبدالجبار ۱۰ پاس: مجیک جانسون ۱۳ |
| لس آنجلس پیشتاز سری، ۱–۰                                  |  |                                                                       |

### بازی ۲
| ۴ ژوئن 9:00 pm EDT |

|  |

| بوستون سلتیکس ۱۲۲, لس آنجلس لیکرز ۱۴۱                         |  |                                                                               |
| امتیاز بر پایه وقت: ۳۴–۳۸, ۲۲–۳۷, ۳۶–۳۲, ۳۰–۳۴                |  |                                                                               |
| امتیاز: لری برد ۲۳ ریباند: روبرت پاریش ۱۴ پاس : دنیس جانسون ۹ |  | امتیاز: Byron Scott ۲۴ ریباند: مجیک جانسون، Rambis همگی ۵ پاس: مجیک جانسون ۲۰ |
| لس آنجلس پیشتاز سری، ۲–۰                                      |  |                                                                               |

### بازی ۳
| ۷ ژوئن 1:00 pm EDT |

|  |

| لس آنجلس لیکرز ۱۰۳, بوستون سلتیکس ۱۰۹                             |  |                                                                     |
| امتیاز بر پایه وقت: ۲۹–۲۲, ۲۷–۳۸, ۲۲–۲۶, ۲۵–۲۳                    |  |                                                                     |
| امتیاز: مجیک جانسون ۳۲ ریباند: مجیک جانسون ۱۱ پاس : مجیک جانسون ۹ |  | امتیاز: لری برد ۳۰ ریباند: لری برد ۱۲ پاس: Ainge, کوین مک‌هیل همگی ۵ |
| لس آنجلس پیشتاز سری، ۲–۱                                          |  |                                                                     |

### بازی ۴
| ۹ ژوئن 9:00 pm EDT |

|  |

| لس آنجلس لیکرز ۱۰۷, بوستون سلتیکس ۱۰۶                                             |  |                                                                 |
| امتیاز بر پایه وقت: ۲۲–۲۹, ۲۵–۲۶, ۳۱–۳۰, ۲۹–۲۱                                    |  |                                                                 |
| امتیاز: مجیک جانسون ۲۹ ریباند: کریم عبدالجبار ۱۱ پاس : Cooper, مجیک جانسون همگی ۵ |  | امتیاز: کوین مک‌هیل ۲۵ ریباند: کوین مک‌هیل ۱۳ پاس: دنیس جانسون ۱۴ |
| لس آنجلس پیشتاز سری، ۳–۱                                                          |  |                                                                 |

### بازی ۵
| ۱۱ ژوئن 9:00 pm EDT |

|  |

| لس آنجلس لیکرز ۱۰۸, بوستون سلتیکس ۱۲۳                             |  |                                                                  |
| امتیاز بر پایه وقت: ۲۵–۲۵, ۲۳–۳۸, ۲۹–۳۳, ۳۱–۲۷                    |  |                                                                  |
| امتیاز: مجیک جانسون ۲۹ ریباند: مجیک جانسون ۸ پاس : مجیک جانسون ۱۲ |  | امتیاز: دنیس جانسون ۲۵ ریباند: کوین مک‌هیل ۱۴ پاس: دنیس جانسون ۱۱ |
| لس آنجلس پیشتاز سری، ۳–۲                                          |  |                                                                  |

### بازی ۶
| ۱۴ ژوئن 3:30 pm EDT |

|  |

| بوستون سلتیکس ۹۳, لس آنجلس لیکرز ۱۰۶                                               |  |                                                                         |
| امتیاز بر پایه وقت: ۳۲–۲۵, ۲۴–۲۶, ۱۲–۳۰, ۲۵–۲۵                                     |  |                                                                         |
| امتیاز: دنیس جانسون ۳۳ ریباند: دنیس جانسون، کوین مک‌هیل همگی ۱۰ پاس : Danny Ainge ۶ |  | امتیاز: کریم عبدالجبار ۳۲ ریباند: Mychal Thompson ۹ پاس: مجیک جانسون ۱۹ |
| لس آنجلس برندهٔ سری، ۴–۲                                                            |  |                                                                         |

## آمارهای بازیکنان
لس آنجلس لیکرز
| بازیکن              | GP | GS | MPG  | FG%   | 3FG%  | FT%   | RPG | APG  | SPG | BPG | PPG  |
| ------------------- | -- | -- | ---- | ----- | ----- | ----- | --- | ---- | --- | --- | ---- |
| Kareem Abdul-Jabbar | ۶  | ۶  | ۳۳٫۸ | ۰٫۵۱۰ | ۰٫۰۰۰ | ۰٫۶۶۷ | ۷٫۳ | ۰٫۸  | ۰٫۵ | ۲٫۵ | ۲۱٫۷ |
| Adrian Branch       | ۴  | ۰  | ۲٫۵  | ۰٫۱۶۷ | ۰٫۰۰۰ | ۰٫۵۰۰ | ۰٫۸ | ۰٫۳  | ۰٫۳ | ۰٫۰ | ۱٫۳  |
| Michael Cooper      | ۶  | ۰  | ۲۹٫۸ | ۰٫۵۴۰ | ۰٫۶۰۹ | ۱٫۰۰۰ | ۲٫۳ | ۴٫۷  | ۱٫۷ | ۰٫۳ | ۱۲٫۰ |
| A. C. Green         | ۶  | ۶  | ۲۴٫۰ | ۰٫۵۰۰ | ۰٫۰۰۰ | ۰٫۷۰۰ | ۵٫۲ | ۰٫۲  | ۰٫۳ | ۰٫۳ | ۷٫۸  |
| Magic Johnson       | ۶  | ۶  | ۳۹٫۳ | ۰٫۵۴۱ | ۰٫۵۰۰ | ۰٫۹۶۰ | ۸٫۰ | ۱۳٫۰ | ۲٫۳ | ۰٫۳ | ۲۶٫۲ |
| Wes Matthews        | ۴  | ۰  | ۳٫۳  | ۰٫۳۳۳ | ۰٫۰۰۰ | ۰٫۵۰۰ | ۰٫۳ | ۰٫۵  | ۰٫۰ | ۰٫۰ | ۱٫۳  |
| Kurt Rambis         | ۶  | ۰  | ۹٫۳  | ۰٫۴۲۹ | ۰٫۰۰۰ | ۰٫۸۳۳ | ۲٫۵ | ۰٫۵  | ۰٫۰ | ۰٫۰ | ۱٫۸  |
| Byron Scott         | ۶  | ۶  | ۳۰٫۲ | ۰٫۴۸۴ | ۰٫۰۸۳ | ۰٫۹۰۹ | ۳٫۰ | ۲٫۳  | ۰٫۵ | ۰٫۲ | ۱۱٫۸ |
| Mike Smrek          | ۴  | ۰  | ۲٫۳  | ۰٫۳۳۳ | ۰٫۰۰۰ | ۰٫۰۰۰ | ۱٫۳ | ۰٫۰  | ۰٫۰ | ۰٫۳ | ۰٫۵  |
| Mychal Thompson     | ۶  | ۰  | ۲۸٫۵ | ۰٫۵۶۱ | ۰٫۰۰۰ | ۰٫۷۷۸ | ۵٫۲ | ۰٫۷  | ۰٫۸ | ۱٫۲ | ۱۱٫۲ |
| James Worthy        | ۶  | ۶  | ۳۹٫۷ | ۰٫۵۲۳ | ۰٫۰۰۰ | ۰٫۵۲۶ | ۵٫۳ | ۴٫۰  | ۱٫۷ | ۰٫۸ | ۲۰٫۷ |

بوستون سلتیکس
| بازیکن         | GP | GS | MPG  | FG%   | 3FG%  | FT%    | RPG  | APG | SPG | BPG | PPG  |
| -------------- | -- | -- | ---- | ----- | ----- | ------ | ---- | --- | --- | --- | ---- |
| Danny Ainge    | ۶  | ۶  | ۳۹٫۰ | ۰٫۵۰۰ | ۰٫۴۲۹ | ۱٫۰۰۰  | ۳٫۰  | ۵٫۰ | ۱٫۲ | ۰٫۳ | ۱۲٫۵ |
| Larry Bird     | ۶  | ۶  | ۴۲٫۳ | ۰٫۴۴۵ | ۰٫۵۰۰ | ). ۹۲۱ | ۱۰٫۰ | ۵٫۵ | ۱٫۲ | ۱٫۲ | ۲۴٫۲ |
| Darren Daye    | ۶  | ۰  | ۸٫۳  | ۰٫۶۲۵ | ۰٫۰۰۰ | ۱٫۰۰۰  | ۱٫۳  | ۰٫۷ | ۰٫۲ | ۰٫۲ | ۴٫۵  |
| Conner Henry   | ۴  | ۰  | ۳٫۸  | ۰٫۴۴۴ | ۰٫۰۰۰ | ۰٫۵۰۰  | ۰٫۸  | ۰٫۰ | ۰٫۰ | ۰٫۰ | ۲٫۵  |
| Dennis Johnson | ۶  | ۶  | ۴۰٫۷ | ۰٫۴۸۱ | ۰٫۱۲۵ | ۰٫۸۸۵  | ۴٫۳  | ۹٫۳ | ۰٫۵ | ۰٫۵ | ۲۱٫۰ |
| Greg Kite      | ۶  | ۰  | ۱۲٫۷ | ۰٫۲۲۲ | ۰٫۰۰۰ | ۰٫۵۰۰  | ۳٫۰  | ۰٫۸ | ۰٫۳ | ۰٫۸ | ۰٫۸  |
| Kevin McHale   | ۶  | ۶  | ۳۸٫۵ | ۰٫۵۸۵ | ۰٫۰۰۰ | ۰٫۸۱۸  | ۹٫۰  | ۲٫۰ | ۰٫۲ | ۱٫۰ | ۲۰٫۵ |
| Robert Parish  | ۶  | ۶  | ۳۰٫۵ | ۰٫۵۹۲ | ۰٫۰۰۰ | ۰٫۵۹۳  | ۶٫۵  | ۱٫۲ | ۰٫۸ | ۱٫۲ | ۱۶٫۷ |
| Fred Roberts   | ۵  | ۰  | ۸٫۰  | ۰٫۷۲۷ | ۰٫۰۰۰ | ۰٫۵۴۵  | ۱٫۸  | ۰٫۶ | ۰٫۲ | ۰٫۰ | ۴٫۴  |
| Jerry Sichting | ۶  | ۰  | ۹٫۳  | ۰٫۲۶۷ | ۰٫۰۰۰ | ۰٫۰۰۰  | ۰٫۷  | ۱٫۸ | ۰٫۳ | ۰٫۰ | ۱٫۳  |
| Sam Vincent    | ۴  | ۰  | ۸٫۳  | ۰٫۵۰۰ | ۰٫۰۰۰ | ۰٫۷۰۰  | ۱٫۰  | ۱٫۳ | ۰٫۳ | ۰٫۳ | ۴٫۸  |
| Bill Walton    | ۵  | ۰  | ۴٫۸  | ۰٫۶۰۰ | ۰٫۰۰۰ | ۰٫۰۰۰  | ۱٫۰  | ۰٫۲ | ۰٫۰ | ۰٫۲ | ۱٫۲  |